# Centrale nucleare di Bradwell
La centrale nucleare di Bradwell è un impianto di produzione elettrica situata presso Bradwell, località del Regno Unito nella contea inglese dell'Essex.
L'impianto è composto da due reattori Magnox da 246MW di potenza netta, chiusi nel 2002.
La centrale nucleare, una delle prime ad essere costruite nel Regno Unito, ha visto l'inizio dei suoi lavori di costruzione nel 1957 ed è stata operativa dal 1962 al 2002. Al momento, l'impianto è in fase di decommissionamento, con progetti per la costruzione di una nuova centrale, denominata Bradwell B.
Nel 2009, Magnox Electric Ltd (l'operatore di servizio della centrale), è stato dichiarato colpevole per una perdita radioattiva durata 14 anni.
Nel 2011, il sito di Bradwell, è stato identificato, dal parte del governo britannico, come potenzialmente adatto per una nuova centrale nucleare: "Bradwell B", che prevede la costruzione di una nuova centrale con due reattori di tipologia "UK HPR1000"; il progetto è una joint venture tra China General Nuclear Power Group (CGN) ed EDF Energy. L'Office of Gas and Electricity Markets (Ofgem), ha concesso la licenza per generare elettricità per il progetto "Brandell B" autorizzando dunque la generazione di energia per la futura centrale.
L'Essex Wildlife Trust ha espresso una forte opposizione al nuovo progetto evidenziando preoccupazioni ambientali e di sicurezza. Preoccupazioni riguardo alla sostenibilità e all'idoneità del sito proposto - data la vulnerabilità della zona e i rischi ambientali - sono inoltre stati sollevati dal gruppo BANNG "Blackwater Against New Nuclear Group".